# ردپای آب

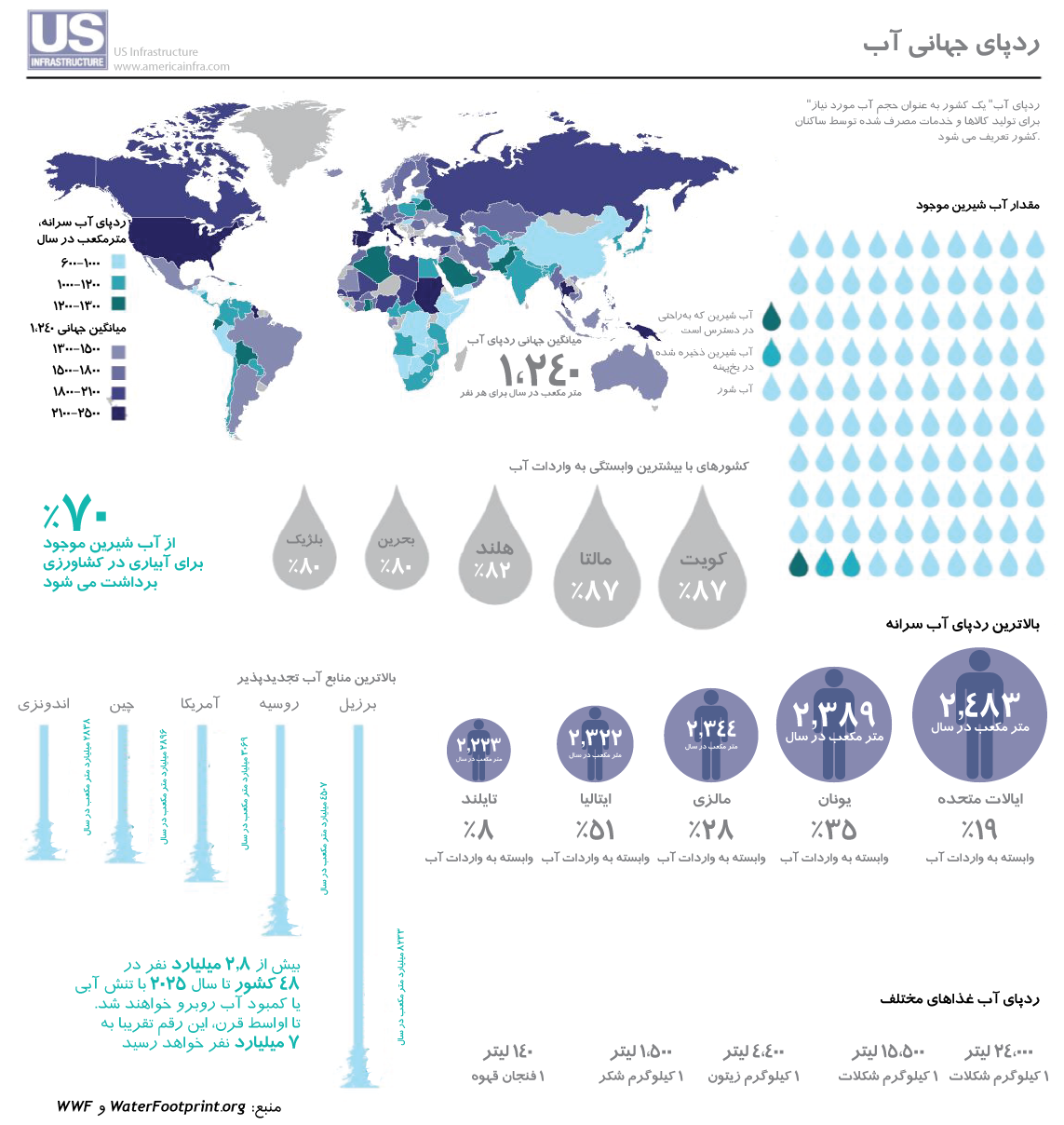

ردپای آب (به انگلیسی: water footprint) ردپای آب شخص، جامعه یا کشور، مقدار کل آب شیرین مورد استفاده‌ای است که برای تولید کالاها یا خدمات مصرف می‌شود. یا به عبارتی میزان استفاده از آب را نسبت به میزان مصرف مردم نشان می‌دهد. ردپای آب را می‌توان برای هر گروه از مصرف‌کنندگان مثل خانواده یا تولیدکنندگان مثل شرکت محاسبه کرد. ردپای آب یک نشانگر جغرافیایی است و نه تنها میزان استفاده از آب و آلودگی را نشان می‌دهد بلکه مکان‌ها را نیز نشان می‌دهد؛ بنابراین در تأثیرگذاری بر فرایندهای اقتصادی در دسترسی به منابع آب کافی و سایر واقعیت‌های اکولوژیکی در سراسر جهان تأثیر می‌گذارد. ردپای ایجاد شده توسط انسان باعث افزایش فشار شدید یا متوسط آب می‌شود که کشورهای زیادی اکنون از آن رنج می‌برند.
ردپای آب از سه جزء تشکیل شده‌است یا به عبارتی سه نوع مختلف ردپای آب وجود دارد که از هم متمایز می‌شود؛ آبی، سبز، خاکستری
ردپای آبی: مقدار آب زیرزمینی یا آب‌های سطحی برای تولید محصول است یا به عبارت دیگر آب‌های زیرزمینی وارد محصولات شده و به محیط بازگردانده می‌شود.
ردپای آب سبز: مقدار آب باران برای تولید محصول است یا به عبارت دیگر آب تبخیر شده ناشی از باران و رطوبت است.
ردپای آب خاکستری: آلودگی که در اثر فعالیت‌های بشر از جمله فعالیت صنایع یا فعالیت‌های کشاورزی به‌وجود می‌آید یا به عبارت دیگر آب آلوده به تولید کالاها و خدمات است.
بنابراین، ردپای آب به مصرف مستقیم و غیرمستقیم آب در فرایند تولید محصول، که شامل مصرف آب و آلودگی‌های آن در سراسر چرخه تولیدات، می‌پردازد.
برای مثال برای تولید یک کیلوگرم شکر ۱۵۰۰ لیتر آب نیاز است. یا برای تولید یک فنجان قهوه ۱۴۰ لیتر آب نیاز است. یا برای تولید یک کیلوگرم شکلات ۲۴۰۰ لیتر آب نیاز است. 